# PDCL3
PDCL3 (англ. Phosducin like 3) – білок, який кодується однойменним геном, розташованим у людей на 2-й хромосомі. Довжина поліпептидного ланцюга білка становить 239 амінокислот, а молекулярна маса — 27 614.
| 10         |  | 20         |  | 30         |  | 40         |  | 50         |
| ---------- |  | ---------- |  | ---------- |  | ---------- |  | ---------- |
| MQDPNADTEW |  | NDILRKKGIL |  | PPKESLKELE |  | EEAEEEQRIL |  | QQSVVKTYED |
| MTLEELEDHE |  | DEFNEEDERA |  | IEMYRRRRLA |  | EWKATKLKNK |  | FGEVLEISGK |
| DYVQEVTKAG |  | EGLWVILHLY |  | KQGIPLCALI |  | NQHLSGLARK |  | FPDVKFIKAI |
| STTCIPNYPD |  | RNLPTIFVYL |  | EGDIKAQFIG |  | PLVFGGMNLT |  | RDELEWKLSE |
| SGAIMTDLEE |  | NPKKPIEDVL |  | LSSVRRSVLM |  | KRDSDSEGD  |  |            |

A: Аланін

C: Цистеїн

D: Аспарагінова кислота

E: Глутамінова кислота

F: Фенілаланін

G: Гліцин

H: Гістидин

I: Ізолейцин

K: Лізин

L: Лейцин

M: Метіонін

N: Аспарагін

P: Пролін

Q: Глутамін

R: Аргінін

S: Серин

T: Треонін

V: Валін

W: Триптофан

Кодований геном білок за функцією належить до фосфопротеїнів. 
Задіяний у таких біологічних процесах, як апоптоз, взаємодія хазяїн-вірус, ангіогенез. 
Локалізований у цитоплазмі.